# Мелисенда де Сен-Жиль
Мелисенда де Сен Жилль (после 1140—1161) — дочь Раймунда II, графа Триполи и Одиерны де Ретель, младшая сестра Раймунда III де Сен-Жиль.
Мелисенда, получившая своё имя в честь тетки, королевы Иерусалима Милисенды, росла в атмосфере постоянных скандалов между родителями. В 1152 году, после очередной размолвки, королева была вынуждена лично устанавливать между ними мир. Граф и графиня Триполи решили некоторое время жить раздельно, и Годиэрна с сестрой выехали в Иерусалим, но по пути были остановлены вестью о внезапной кончине Раймунда II. Графа убили ассасины, и поскольку его сын пока еще не мог управлять государством, Годиэрна взяла управление Триполи в свои руки. В отличие от старших сестер, она не претендовала на роль единоличного властителя и без промедления передала все полномочия Раймунду III по достижении им совершеннолетия.
В 1160 году молодой и честолюбивый граф Раймунд III начал вести переговоры о замужестве сестры с византийским двором. В это время овдовевший император Мануил I как раз искал себе новую супругу в государствах крестоносцев, намереваясь укрепить отношения с «латинянами». Из всех претенденток была избрана именно Мелисенда, и Мануил, послав за ней приближенных, начал подготовку к свадьбе. Со своей стороны, граф Триполи собрал для девушки необыкновенно большую сумму в качестве приданого (для того, чтобы вывезти его из Триполи, понадобилось 12 галер). Все казалось было идеально продумано, но этому браку не суждено было быть заключенным:

Когда царица Ирина уже скончалась, царь, не имея еще детей мужского пола, стал думать о вступлении во второй брак. В Триполе финикийском была девица, родом хотя латинянка, но одна из прекраснейших. Привезти её оттуда посланы были Иоанн Севаст Контостефан и итальянец Феофилакт, которого прозывали Эксувитом. Посланные, увидев девицу, были восхищены её красотой и, так как не представлялось ниоткуда никакого препятствия, нисколько не медля посадили её на трирему. Но только лишь хотели они отплыть, как в девице проявилась жестокая болезнь, и она находилась в опасном состоянии. Посему откладывая со дня на день отплытие, они напрасно теряли время, ибо только лишь немного облегчались её страдания и она казалась благонадежной для отплытия, страшная болезнь вдруг будто нарочно возвращалась к ней, и тогда, уложенная в постель, она тряслась всем телом и подвергалась жестоким судорогам, а затем следовали жар, синева под глазами и изнеможение. Цвет глаз, прежде сиявший какой-то прелестью, быстро изменялся и становился мрачным. Всякий, видя, как вянет преждевременно этот цветок, проливал слезы. Так страдала девица, находясь дома; а когда она всходила на корабль и немного удалялась от Триполя, тогда поднималась в ней сугубая тревога, и судно снова возвращалось к Триполю, где, после кратковременного облегчения от страданий, она подвергалась еще сильнейшим. Частое повторение этого явления наконец поставило Контостефана в недоумение,— и вот он, колеблясь теми и другими мыслями, пришел в один из тамошних храмов узнать, следует ли царю жениться на этой девице. Священный оракул отвечал: «Брак действительно готов, но званые не достойны войти». Услышав это и поняв ответ оракула, подтверждавшийся притом и распространившейся молвой, будто девица вступила уже в незаконный брак, Контостефан считал предпринимаемое дело весьма постыдным и, удерживаясь от выполнения его, скоро собрался и прибыл в Византию.
Иоанн Киннам

Внезапная необъяснимая болезнь Мелисенды, слухи о её тайном замужестве и о её сомнительном происхождении (Годиэрну подозревали в супружеских изменах) быстро и напрочь лишили её всякой возможности занять место императрицы. Мало того, опозоренной и покинутой девушке ничего не осталось, как удалиться в монастырь, где она вскоре и умерла — вероятно, от той же болезни. Супругой же Мануила I стала Мария, одна из дочерей князя Антиохии Раймунда де Пуатье.
Отказ от обещаний «греками» настолько возмутил Раймунда III, что на собранные для приданого деньги он нанял целый флот пиратов, приказав им разорить побережье византийского Кипра.